# Шестнадцатая проблема Гильберта
Шестнадцатая проблема Ги́льберта — одна из 23 задач, которые Давид Гильберт предложил 8 августа 1900 года на II Международном конгрессе математиков.
Исходно называлась «Проблема топологии алгебраических кривых и поверхностей» (нем. Problem der Topologie algebraischer Kurven und Flächen). Впоследствии фактически разделилась на две похожие проблемы в разных областях математики:
- исследование взаимного расположения овалов вещественных алгебраических кривых степени {\displaystyle n} (и аналогичный вопрос для алгебраических поверхностей);
- получение верхней оценки на число предельных циклов полиномиального векторного поля степени {\displaystyle n} (и исследование их взаимного расположения).

## Исходная постановка
Первая (алгебраическая) часть:

Максимальное число замкнутых и отдельно расположенных ветвей, которые может иметь алгебраическая кривая {\displaystyle n}-го порядка, было определено Гарнаком {Math. Ann., 10 (1876), 189—192}. <…>
Мне представляется интересным основательное изучение взаимного расположения максимального числа отдельных ветвей, так же, как и соответствующее исследование о числе, характере и расположении отдельных полостей алгебраической поверхности в пространстве; ведь до сих пор не установлено, каково в действительности максимальное число полостей поверхности четвёртой степени в трёхмерном пространстве..
Оригинальный текст (нем.)16. Problem der Topologie algebraischer Curven und Flächen.

Die Maximalzahl der geschlossenen und getrennt liegenden Züge, welche eine ebene algebraische Curve n-ter Ordnung haben kann, ist von Harnack {Mathematische Annalen, Bd. 10} bestimmt worden; es entsteht die weitere Frage nach der gegenseitigen Lage der Curvenzüge in der Ebene. Was die Curven 6ter Ordnung angeht, so habe ich mich — freilich auf einem recht umständlichen Wege — davon überzeugt, daß die 11 Züge, die sie nach Harnack haben kann, keinesfalls sämtlich außerhalb von einander verlaufen dürfen, sondern daß ein Zug existiren muß, in dessen Innerem ein Zug und in dessen Aeußerem neun Züge verlaufen oder umgekehrt. Eine gründliche Untersuchung der gegenseitigen Lage bei der Maximalzahl von getrennten Zügen scheint mir ebenso sehr von Interesse zu sein, wie die entsprechende Untersuchung über die Anzahl, Gestalt und Lage der Mäntel einer algebraischen Fläche im Raume — ist doch bisher noch nicht einmal bekannt, wieviel Mäntel eine Fläche 4ter Ordnung des dreidimensionalen Raumes im Maximum wirklich besitzt. {Vgl. Rohn, Flächen vierter Ordnung, Preisschriften der Fürstlich Jablonowskischen Gesellschaft, Leipzig 1886}.

Вторая (дифференциальная) часть:

В связи с этим чисто алгебраическим вопросом я затрону ещё один, который, как мне кажется, должен быть решён с помощью упомянутого метода непрерывного изменения коэффициентов <…>, а именно, вопрос о максимальном числе и расположении предельных циклов Пуанкаре для дифференциального уравнения первой степени вида
{\displaystyle {\frac {dy}{dx}}={\frac {Y}{X}},}
где {\displaystyle X}, {\displaystyle Y} — целые рациональные функции {\displaystyle n}-й степени относительно {\displaystyle x}, {\displaystyle y}, или, в однородной записи,
{\displaystyle X\left(y{\frac {dz}{dt}}-z{\frac {dy}{dt}}\right)+Y\left(z{\frac {dx}{dt}}-x{\frac {dz}{dt}}\right)+Z\left(x{\frac {dy}{dt}}-y{\frac {dx}{dt}}\right)=0,}
где {\displaystyle X}, {\displaystyle Y}, {\displaystyle Z} — целые рациональные однородные функции {\displaystyle n}-й степени относительно {\displaystyle x}, {\displaystyle y}, {\displaystyle z}, которые и нужно определять как функции параметра {\displaystyle t}.
Оригинальный текст (нем.) Im Anschluß an dieses rein algebraische Problem möchte ich eine Frage aufwerfen die sich, wie mir scheint, mittelst der nämlichen Methode der continuirlichen Coefficientenänderung in Angriff nehmen läßt, und deren Beantwortung für die Topologie der durch Differentialgleichungen definirten Curvenschaaren von entsprechender Bedeutung ist — nämlich die Frage nach der Maximalzahl und Lage der Poincaréschen Grenzcykeln (cycles limites) für eine Differentialgleichung erster Ordnung und ersten Grades von der Form:
{\displaystyle {\frac {dy}{dx}}={\frac {Y}{X}},}
wo X, Y ganze rationale Funktionen nten Grades in x, y sind, oder in homogener Schreibweise
{\displaystyle X\left(y{\frac {dz}{dt}}-z{\frac {dy}{dt}}\right)+Y\left(z{\frac {dx}{dt}}-x{\frac {dz}{dt}}\right)+Z\left(x{\frac {dy}{dt}}-y{\frac {dx}{dt}}\right)=0}
wo X, Y, Z ganze rationale homogene Functionen nten Grades von x, y, z bedeuten und diese als Funktionen des Parameters t zu bestimmen sind.

## История первой части
К моменту доклада Гильберта Ньютоном и Декартом были получены топологические описания кривых степени 3 и 4, а доказанная Гарнаком теорема позволяла оценить число компонент связности кривой: оно не могло превосходить {\displaystyle g+1}, где {\displaystyle g=(d-1)(d-2)/2} — её род.
В докладе Гильберт сообщил:
Что же касается кривых шестого порядка, то я — правда, на довольно сложном пути — убедился, что те 11 ветвей, которые получаются по Харнаку, никогда не расположены все вне друг друга; всегда существует одна ветвь, внутри которой есть ещё одна, и вне которой находятся остальные девять, или наоборот.
Однако, как было обнаружено в 1970-х годах Дмитрием Гудковым, также возможным является случай, когда внутри и вне одной кривой находятся по 5 овалов — случай, который Гильберт считал невозможным. Анализируя свои построения, Гудков высказал гипотезу,
утверждавшую для {\displaystyle M}-кривых чётной степени{\displaystyle 2k} сравнимость по модулю 8 с числом {\displaystyle k^{2}}эйлеровой характеристики множества {\displaystyle B} точек проективной плоскости, в которых многочлен, задающий кривую, положителен, при условии, что знак этого многочлена выбран так, что {\displaystyle B} ориентируемо. В частности, это объясняло, что в трёх реализующихся типах {\displaystyle M}-кривых степени 6 числа овалов внутри, 1, 5 и 9, идут через 4.
При {\displaystyle k=3} эта гипотеза была доказана самим Гудковым. В общем случае она была доказана Владимиром Арнольдом в ослабленной форме сравнения по модулю 4, а затем Владимиром Рохлиным в полной общности, при рассмотрении специальным образом построенных четырёхмерных многообразий.
Построение различных примеров также привело Олега Виро к созданию техники, позже названной склейкой Виро, позволяющей «склеивать из кусочков с заданным поведением» алгебраические кривые.
В 1972—1976 годах Вячеслав Харламов дал решение частного случая, касающегося количества компонент и топологии алгебраических поверхностей четвёртого порядка в трёхмереном проективном пространстве.

## История второй части

### Индивидуальная теорема конечности
Первым шагом на пути к исследованию шестнадцатой проблемы Гильберта в полной общности должна была стать индивидуальная теорема конечности: полиномиальное векторное поле на плоскости имеет лишь конечное число предельных циклов. Эта теорема была опубликована в 1923 году в работе французского математика Анри Дюлака и долгое время считалась доказанной.
В 1980-х годах Юлием Ильяшенко был обнаружен существенный пробел в доказательстве Дюлака, и вопрос индивидуальной конечности оставался открытым до 1991—92 года, когда Ильяшенко и Экаль одновременно и независимо, используя разные подходы, дали на него положительный ответ (изложение полного доказательства потребовало от каждого из них написания отдельной книги).